# Félix Parent

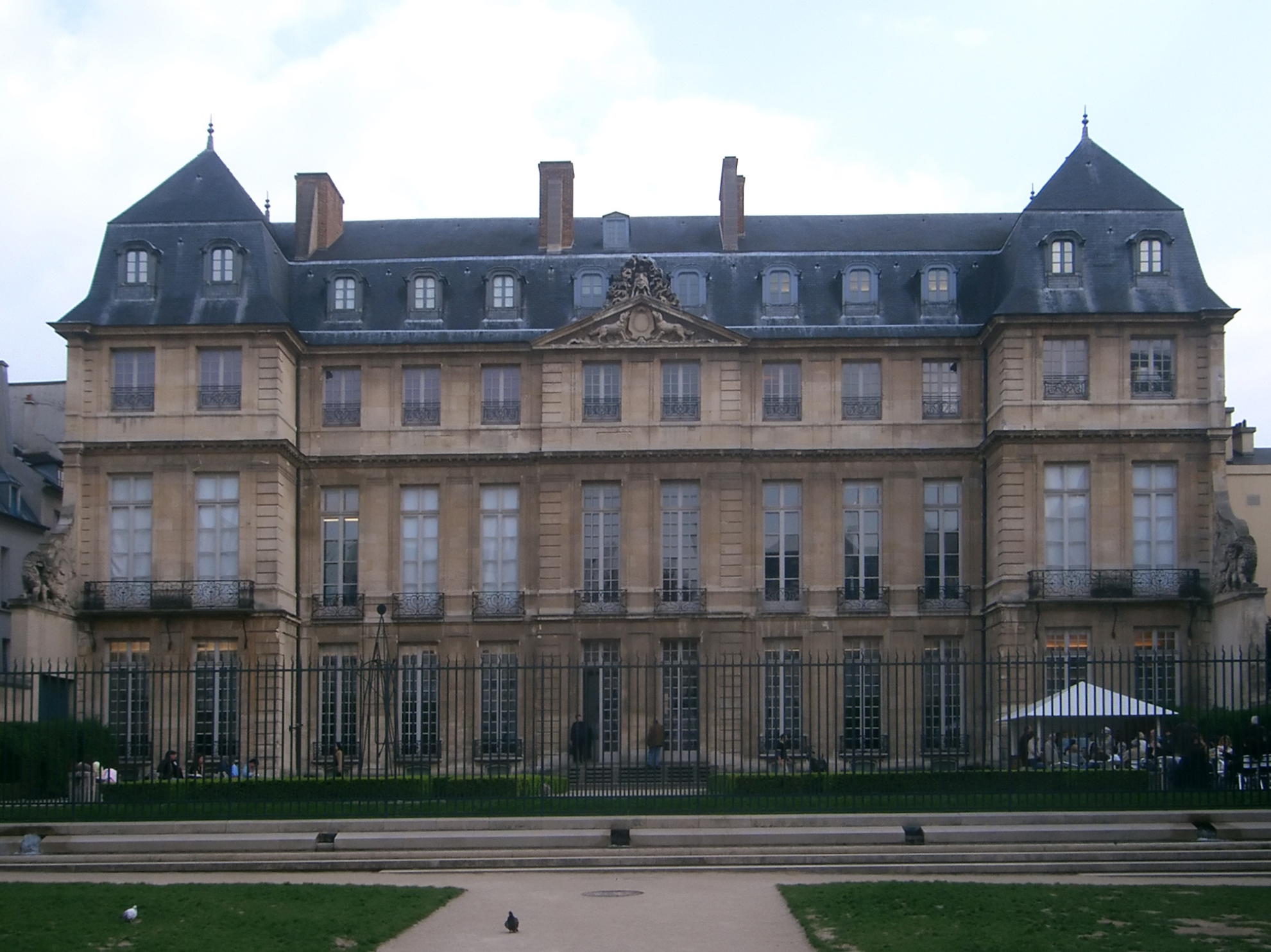
El Hôtel de Salé en París, actual Museo Picasso, fue sede de la École centrale des arts et manufactures entre 1829 y 1884.

Félix Parent (Francia, 1846 - Ujo, Asturias, 1898), ingeniero francés de la École centrale des arts et manufactures de París que desarrolló su carrera profesional en el ámbito de la industria minera española. Inicialmente fue director de la Hullera y Metalúrgica de Belmez, compañía de capital francés vinculada al grupo constructor Parent & Schaken. Entre 1876 y 1882 trabajó en Palencia como director de las minas de carbón de Barruelo de Santullán, que explotaba la Compañía del Norte para abastecimiento de sus locomotoras. Posteriormente ocupó los puestos de jefe de almacenes generales de la Compañía del Norte en Valladolid y de director administrativo de la Compañía de Águilas (Murcia).
En 1883 asumió la dirección de las minas de Aller (Asturias), propiedad de Claudio López Bru, marqués de Comillas, con el que mantuvo una relación muy directa. Allí proyectó y construyó, en colaboración con el ingeniero de minas José Revilla Haya, el poblado minero de Bustiello, cuyas obras comenzaron en 1890 y que constituye uno de los modelos más acabados de intervención social patronal en España.
En 1891 participó activamente en la constitución de la Liga General de los Intereses Hulleros de España, de la que fue vicepresidente. Falleció de forma repentina en el complejo minero y su féretro fue trasladado por ferrocarril hasta la localidad laburdina de San Juan de Luz en un vagón habilitado como capilla ardiente y escoltado por guardias de minas. 